# Стереофонія
Стереофонія, стереофонічний звук, стерео (англ. stereo) — відтворення звуку із використанням двох або більше незалежних звукових каналів, завдяки цьому можна досягти ефекту, наче звук іде з різних напрямків. Це відрізняє стереофонічний звук від монофонічного, який використовує лише один звуковий канал.
В основі стереофонії лежить здатність людини визначати розташування джерела звука за різницею фаз звукових коливань між вухами, що досягається через обмеженість швидкості звуку. Стереофонічний запис здійснюється з 2 розведених на певну відстань мікрофонів, для кожного використовується окремий (правий або лівий) канал. В результаті виходить так зване «панорамне звучання». Існують також системи з використанням більшої кількості каналів. Системи з 4 каналами називаються квадрофонічними.

## Історичний нарис
Вперше принцип стереофонії на практиці здійснив 1881 року в Парижі Клемент Адер. На сцені Паризької Опери Адер розташував ряд телефонних передавачів, сигнал від яких по проводах ішов у кабіни Паризької електричної виставки. Відвідувачі кабін могли почути концерт у прямому ефірі через дві слухавки (для кожного вуха). Згодом було налагоджено комерційний випуск двоканальних телефонів зокрема в 1890—1932 р. у Франції випускалися телефони «Théâtrophone», в 1895—1925 р. у Великій Британії — «Electrophone»; однак масового поширення вони не мали.
Перші спроби стереофонічного звукозапису проводились на початку 1930-х років. У березні 1932 в Філадельфійській Академії музики здійснили запис за допомогою двох мікрофонів, сигнал від яких ішов до двох голок, які нарізали дві окремі канавки на восковому диску. Першим подібним записом, що зберігся до сьогодення, став запис «Прометея» О. М. Скрябіна, здійснений 12 березня 1932 року. Першу ж в історії стереограмплатівку випустила 1933 року компанія EMI: по двох сторонах канавки були розміщені відповідно два роздільні канали.
Варто відзначити, що в ті роки студії використовували багато мікрофонів, з яких одночасно здійснювався запис на різні апарати. Потім ці записи порівнювали і найліпший з них тиражували на платівки.
У лютому 1954 року студія RCA Victor здійснила стереозапис Бостонського симфонічного оркестру, використовуючи багатоканальну апаратуру, цей запис було зафіксовано одночасно як на моно-, так і на двоканальній плівці. Цей і ряд подібних записів не були розтиражовані через відсутність стереомагнітофонів на ринку, масовий випуск стерео-бобін розпочався 1955 року.
1958 року компанія Western Electric виготовила апарат Westrex, що дозволяв нарізати стереодиски, з яких, нарешті, було можливо тиражування звичайних грамплатівок. Саме цій компанії завдячує термін «стерео», та «стереофонічний» в області звукозапису. Перша комерційна стереоплатівка була випущена у 1958 році, проте значне поширення і витіснення моноплатівок припадає на кінець 1960-х років.

## Методи стереозапису

### Технологія X-Y: інтенсивна стереофонія

розташування мікрофонів за принципом X-Y

За цією технологією два однонаправлені мікрофони розташовують в одному місці під кутом 90° один до одного або більше. Стереоефект досягається завдяки різниці звукового тиску на мікрофони. Для того, щоб напрямок звуку став відчутний, ця різниця мусить сягати 16-20 дБ. Через недостатню різницю звукового тиску між мікрофонами, звукові записи системи X-Y поступаються системам AB за глибиною і просторовістю звучання.
Іншим варіантом X-Y техніки є розташування двох двосторонніх мікрофонів під кутом ±45°, що називається Пара Блюмлейна (англ. Blumlein Pair). Отриманий звуковий образ — реалістичний, майже «голографічний».

### Технологія A-B: фазова стереофонія

розташування мікрофонів за принципом A-B

За цією технологією два паралельно направлені монофонічні мікрофони розташовуються на певній відстані один від одного, завдяки чому виникає різниця і в часі прийому, і в амплітуді звукового сигналу, особливо, якщо один з мікрофонів розташований близько до джерела звуку. Завдяки ефекту Хааса, різниця у часі між приходами до слухача сигналів зліва і справа створює ефект локалізації джерела звуку.
При відстані близько 50 см різниця між часом, коли звуковий сигнал досягає першого мікрофона, і часом коли він досягає другого мікрофона становить близько 1,5 мс. За Ебергардом Зенгпілем, цього достатньо для локалізації джерела звуку у напрямку відповідного динаміка і стереофонічний кут охоплення сягає 180°. Якщо збільшити відстань між мікрофонами, кут охоплення зменшиться. Наприклад, при відстані між мікрофонами 70 см він майже такий самий, як кут схеми з частково суміщеними мікрофонами.
Недоліком цього методу запису є те, що він може виявитися несумісним з режимом моно, оскільки різниця у фазі між сигнали у лівому і правому каналах може призвести до інтерференційних спотворень.

### Технологія M/S: стереофонія

розташування мікрофонів за принципом MId-Side

У системі MS стереофонічний сигнал поділяється на «сигнал середини» (M — від нім. Mitte) та «сигнал напряму» (S — від нім. Seite). В цьому випадку в одному місці розташовують два мікрофони — двосторонній мікрофон, вісь максимальної чутливості якого спрямовано перпендикулярно до джерела звуку (S) і кардіоїдний або всенаправлений мікрофон (M). Сигнали від цих мікрофонів мікшуються за наступним принципом: лівий канал отримується додаванням сигналів (підсумовувальний сигнал), а правий — різницею між сигналами (різницевий сигнал, сигнал напряму інвертується).
Ця конфігурація дозволяє отримати моносумісний сигнал, причому ширину стереобази можна варіювати, регулюючи співвідношення між сигналами, що робить цю техніку корисною для кінопродукції.

### Технологія часткового суміщення: міксована стереофонія

Стереотехнологія ORTF

Технологія часткового суміщення (англ. near-coincident technique) поєднує принципи технологій A-B та X-Y. Наприклад, стереотехнологія ORTF (фр. Office de Radiodiffusion Télévision Française) полягає у використовуванні пари кардіоїдних мікрофонів, розташованих на відстані 17 см один від одного під загальним кутом 110°, що дає стереофонічний кут охоплення 96°. У технології NOS (нід. Nederlandse Omroep Stichting) загальний кут між мікрофонами становить 90° при відстані один від одного 30 см, таким чином сприймаючи як стереоінформацію за часом надходження, так і рівневу інформацію. Варто зауважити, що всі розташування мікрофонів і всі технології часткового суміщення передбачають встановлення мікрофонів принаймні на відстані 17 см один від одного і більше. 17 см грубо відповідає відстані між вушними раковинами людини і тому забезпечує таку саму міжвушну часову розбіжність чи більшу, залежно від відстані між мікрофонами. Хоча записані сигнали переважно призначені для програвання на стереофонічних гучномовцях, відтворення на навушниках може забезпечити дивовижно добрі результати, треба дібрати оптимальне розташування мікрофонів для запису.

## Квадрофонія
Системи з 4 каналами називаються квадрофонічними.